# Maisnil-lès-Ruitz
Maisnil-lès-Ruitz is een gemeente in het Franse departement Pas-de-Calais (regio Hauts-de-France). De plaats maakt deel uit van het arrondissement Béthune. Maisnil-lès-Ruitz telde op 1 januari 2022 1.685 inwoners.

## Geografie
De oppervlakte van Maisnil-lès-Ruitz bedroeg op 1 januari 2022 5,56 vierkante kilometer; de bevolkingsdichtheid was toen 303,1 inwoners per km².

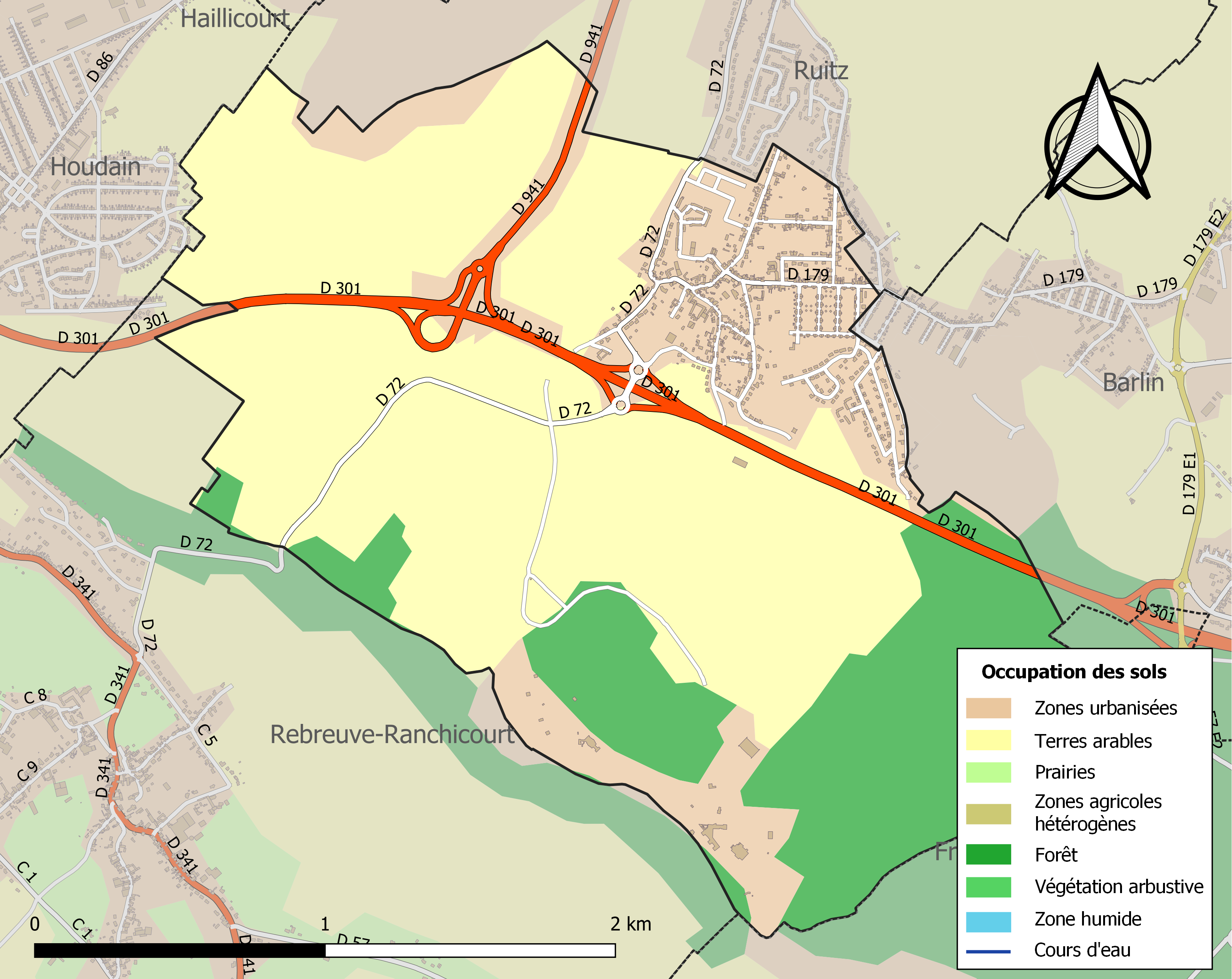
Kaart van de gemeente met belangrijkste infrastructuur, bodemgebruik en omliggende gemeenten

## Demografie
Onderstaande figuur toont het verloop van het inwonertal (bron: INSEE-tellingen).